# پرویز تأییدی
پرویز تأییدی (زادهٔ ۱۵ مرداد ۱۳۱۶ – درگذشتهٔ ۳۱ شهریور ۱۳۹۷) کارگردان، نویسنده، مدرس و مترجم اهل ایران بود. او پیشکوست تئاتر ایران و یکی از بانیان تئاتر تلویزیونی بود. 
وی ۳۱ شهریور ۱۳۹۷ در سن ۸۱ سالگی درگذشت.

## زندگی‌نامه
تأییدی متولد ۱۳۱۶ در تهران است. او تا پایان دورهٔ دبیرستان در تهران درس می‌خواند و کار هنری را در دبیرستان و با تئاترهای مدرسه‌ای آغاز کرد. او دارای مدرک کارشناسی ارشد سینما از آلمان است. وی فعالیت هنری را با کارگردانی، بازیگری، نویسندگی تئاترهای تلویزیونی آغاز کرد. از دیگر فعالیت‌های وی می‌توان به تدریس در دانشکده‌های هنرهای دراماتیک، دانشکده سوره و ترجمه آثار نمایش نویسان مشهور جهان اشاره کرد. بعدها زیر نظر پروفسور دیویدسن، که از آمریکا آمده بود و در انجمن ایران و آمریکا کلاس‌های بازیگری دایر کرده بود، الفبای بازیگری به شیوهٔ استانیسلاوسکی را آموخت. اولین نقش عمده اش در تئاتر در نمایش «پدر» اگوست استریندبرگ بود. از دیگر نمایش‌هایش می‌توان به نمایش‌های «زیبای بی اعتنا» و «آخرین نوار کراپ» اشاره کرد. بعد در دوبلهٔ چند فیلم شرکت کرد. سپس به آلمان رفت و پس از گرفتن فوق لیسانس از آلمان به ایران بازگشت و به تدریس رشته‌های بازیگری، فن بیان و کارگردانی در دانشکده‌های هنرهای دراماتیک مشغول شد. همچنین به تهیه و کارگردانی تئاترهای تلویزیونی و صحنه‌ای و ساختن فیلم‌های مستند و داستانی در تلویزیون پرداخت. در زمینه ترجمهٔ کتاب‌های تئاتر و سینما نیز فعالیت می‌کند. وی برادر مهران تأییدی (فیلمساز) می‌باشد.

## فیلمشناسی
- آخرین مهلت (۱۳۶۸ کارگردان)
- حمله خرچنگ‌ها (۱۳۷۱ کارگردان)
- گدای میلیونر (۱۳۵۲ نویسندهٔ طرح اولیهٔ داستان)
- ضربه آخر (۱۳۷۲ مشاور کارگردان)
- تجارت (۱۳۷۳ مشاور و مترجم گروه کارگردانی)
- سریال مسافر (۱۳۷۸) (پخش از شبکه ۲ شب های قدر ماه رمضان)

### فیلم‌های کوتاه
- بناهای تاریخی ایران
- پرده‌برداری
- رنگ نقش دیوار
- سیزدهم هجری/شیراز
- خاک
- آب و گُل
- باد
- آتش
- بسیجی‌ها
- زیبای بی اعتنا
- هنر فرش ایران

## ترجمه‌ها (به ترتیب سال ترجمه)
- شب‌های کابیریا (فدریکو فلینی)
- سکون (اینگمار برگمان)
- تودهٔ هیزم (آگوست استریندبرگ)
- فرشتهٔ آبی (یوزف فون اشترنبرگ)
- کار هنرپیشه بر نقش (کنستانتین سرگیویچ استانیسلاوسکی)
- همشری کین (اورسون ولز)
- زیبای بی‌اعتنا

زیبای بی‌اعتنا با ترجمه پرویز تأییدی مونولوگ‌های زنی خواننده در کافه‌های کوچک با بازی بهاره نوحیان است. ژان کوکتو این نمایش‌نامه را برای ادیت پیاف خواننده فرانسوی نوشت.